# Syringodea
Syringodea  es un género de plantas, herbáceas, perennes y bulbosas perteneciente a la familia de las iridáceas. Es originario de Sudáfrica.

## Taxonomía
El género fue descrito por Joseph Dalton Hooker y publicado en Bot. Mag. ad t. 6072. 1873
Etimología
Syringodea: nombre genérico que deriva de las palabras griegas syrinx, que significa "tubo", y alude al largo perianto en forma de tubo.

## Especies
- Syringodea bifucata M.P.de Vos, in Fl. S. Afr. 7(2: 2): 4 (1983).
- Syringodea concolor (Baker) M.P.de Vos, J. S. African Bot. 40: 233 (1974).
- Syringodea derustensis M.P.de Vos, J. S. African Bot. 40: 245 (1974).
- Syringodea flanaganii Baker, Bull. Misc. Inform. Kew 1893: 158 (1893).
- Syringodea longituba (Klatt) Kuntze, Revis. Gen. Pl. 3(3): 309 (1898).
- Syringodea pulchella Hook.f., Bot. Mag. 99: t. 6072 (1873).
- Syringodea saxatilis M.P.de Vos, J. S. African Bot. 40: 246 (1974).
- Syringodea unifolia Goldblatt, Fl. Pl. Africa 41: t. 1638 (1971 publ. 1972).[3]